# AT-AT
En l'univers fictici de La Guerra de les Galàxies, els AT-AT (All Terrain Armored Transport) eren uns tancs imperials d'enorme grandària amb característics trets Zoomorfs. Estan composts per un cos que duia en el seu interior els motors i una gran quantitat de Tropes de l'Imperi Galàctic. Un cap on estava la cabina de control i l'armament. I quatre altes potes que mantenien l'estructura allunyada del perill del sòl. Amb aquesta combinació els AT-AT eren infalibles. Tant a Hoth com a Endor van ser emprats per a massacrar a les forces rebels i establir el poder imperial. A Hoth se sap que van ser destruïts tres unitats i a Endor solament una. Els constructors d'aquestes temibles màquines van ser els mateixos que durant els temps de la República Galàctica van dissenyar els AT-TE, els AT-ST i els Republic Gunships.